# Gródek stożkowaty w Zabrzu-Mikulczycach
Gródek stożkowaty w Zabrzu-Mikulczycach – pozostałości późnośredniowiecznego grodziska z XIII–XV wieku znajdujące się w północnej części Zabrza, w dzielnicy Mikulczyce. Jeden z nielicznych tego typu zabytków na Górnym Śląsku .
Obiekt jest wpisany do rejestru zabytków archeologicznych (nr rej. C/1164/70 z 29 grudnia 1970) , znajduje się w Gminnej Ewidencji Zabytków Miasta Zabrze  oraz jako stanowisko archeologiczne figuruje w Archeologicznym Zdjęciu Polski (AZP 96-45/26, stanowisko 14) .

## Lokalizacja
Pozostałości grodziska znajdują się w dzielnicy Mikulczyce w północnej części Zabrza, ok. 200 m od zabudowań przy ul. Lipowej 11 (dawniej Kosynierów 19)  . Obiekt położony jest na obszarze niewielkiego zagajnika, na cyplu terasy zalewowej w widłach Potoku Mikulczyckiego i jego dopływu. Od wschodu przylega do terenów dawnego PGR-u, zaś od południa i zachodu otaczają go łąki .

## Charakterystyka
Gródek stożkowaty w Zabrzu-Mikulczycach datowany jest na XIII–XV wiek. Obecnie ma formę kolistego kopca o średnicy ok. 37 m u podstawy i powierzchni ok. 12 arów . Fosa, której pozostałości zachowały się do czasów współczesnych, znajdowała się wyłącznie od strony wschodniej, oddzielając grodzisko od reszty cypla .
Obiekt w Mikulczycach jest klasycznym przykładem późnośredniowiecznego założenia ziemno-drewnianego pełniącego głównie funkcje obronne, ale najprawdopodobniej również mieszkalne, stanowiąc siedzibą rycerską . Został wybudowany na terenie typowym dla takich grodzisk – łąkowo-bagiennym i w bezpośrednim sąsiedztwie niedużego cieku wodnego (Potoku Mikulczyckiego), co zapewniało stały dostęp do wody pitnej oraz zwiększało jego obronność . Na szczycie kopca wznosiła się drewniana wieża rezydencjonalno-obronna wybudowana najpewniej w technice zrębowej . Konstrukcję otaczała drewniana palisada lub płot, a sam kopiec wzmacniano przed osuwaniem się palami bądź faszyną .
Około II połowy XVI wieku siedziba właściciela dóbr mikulczyckich została przeniesiona do pobliskiego dworu . Współcześnie grodzisko jest gęsto porośnięte drzewami oraz uszkodzone, zwłaszcza w części szczytowej, licznymi wykopami oraz znacznymi, wymagającymi uzupełnienia ubytkami .

## Badania
Stanowisko w Zabrzu-Mikulczycach było obiektem wykopalisk archeologicznych przeprowadzonych w latach 1970–1972 przez Wernera Pierzynę, Krzysztofa Sobczyka oraz Bolesława Gintera i sfinansowanych przez Muzeum Górnośląskie w Bytomiu, Instytut Archeologii Uniwersytetu Jagiellońskiego oraz Towarzystwo Miłośników Zabrza . Potwierdzono wówczas datowanie obiektu, a także odkryto pozostałości pracowni kamieniarskiej kultury świderskiej (cyklu mazowszańskiego) z późnego paleolitu oraz pojedyncze wyroby z krzemienia, przypuszczalnie reprezentujące mezolityczną kulturę komornicką  .